# Petrúixino (Koltxúguino)
|  | Per a altres significats, vegeu «Petrúixino». |

Petrúixino (en rus: Петрушино) és un poble de l'óblast de Vladímir, a Rússia, segons el cens del 2010 tenia 34 habitants. Pertany al districte municipal de Koltxúguino.